# Салвадоров фазан
Салвадоров фазан (Lophura inornata) е вид птица от семейство Phasianidae. Видът е световно застрашен, със статут Уязвим.

## Разпространение и местообитание
Разпространен е в Индонезия.